# Castniidae
Famille
Les Castniidae sont une famille de lépidoptères (papillons). Cette famille comporte environ 200 espèces.
La chenille de Castniidae dont l'espèce est la plus connue, c'est Paysandisia archon, nouveau ravageur des palmiers d'Europe méditerranéenne.
La chenille de la Castnia de la canne (Castnia licus), elle, dévore les tiges de la canne à sucre et elle s'attaque aussi aux bananiers.
Les papillons sont dans l'ensemble de grande taille, souvent colorées et sont diurnes.

## Historique et dénomination
La famille des Castniidae a été décrite par l'entomologiste français Jean-Baptiste Alphonse Dechauffour de Boisduval en 1828.

## Taxinomie
Cette famille est composée de deux sous-familles : les Castniinae qui comportent 34 genres, et les Tascininae qui comportent le seul genre Tascina.